# Alpes de Oberhalbstein
 Los Alpes de Oberhalbstein (en alemán: Oberhalbsteiner Alpen) o Grupo Platta (en italiano: Alpi del Platta) son una cadena montañosa en los Alpes del este de Suiza y el norte de Italia. Se les considera parte de los Alpes centrales del este. Los Alpes de Oberhalbstein están separados de los Alpes Lepontinos en el oeste por el puerto Splügen; de la cordillera de Plessur en el norte por el río Albula; de los Alpes de Albula en el este por el puerto de Septimer y el río Gelgia; de la cordillera de Bernina en el sur por el Val Bregaglia. 
Los Alpes de Oberhalbstein son drenados por los ríos Hinterrhein, Gelgia, Liro y Mera. 

## Picos

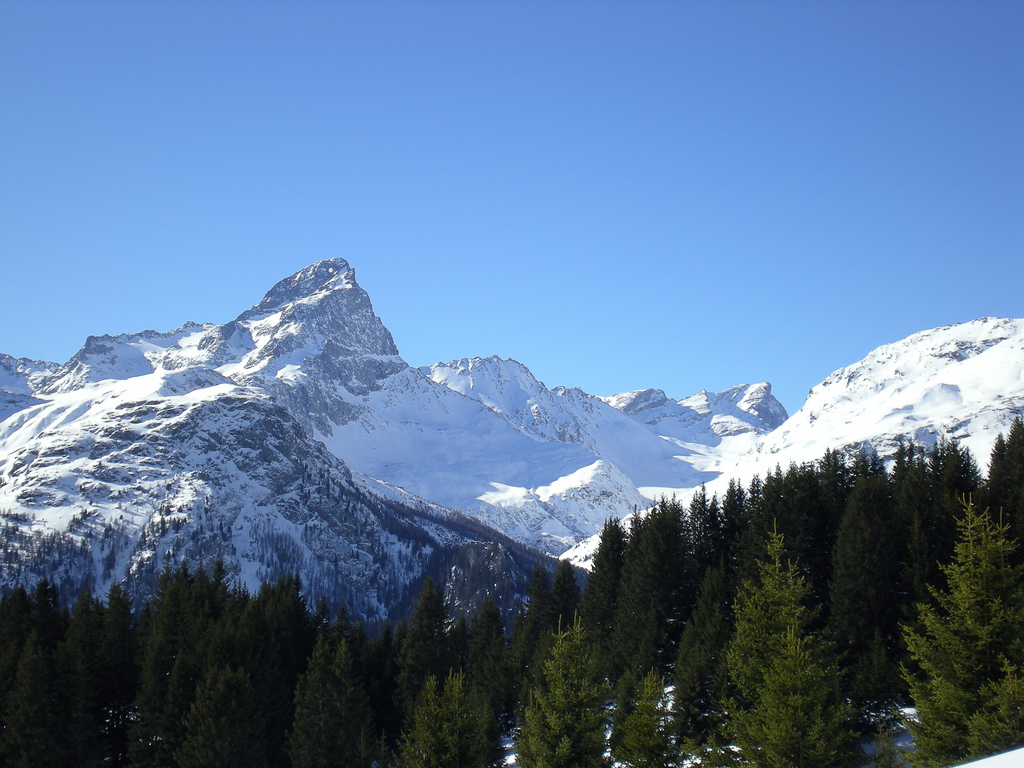
Piz Platta

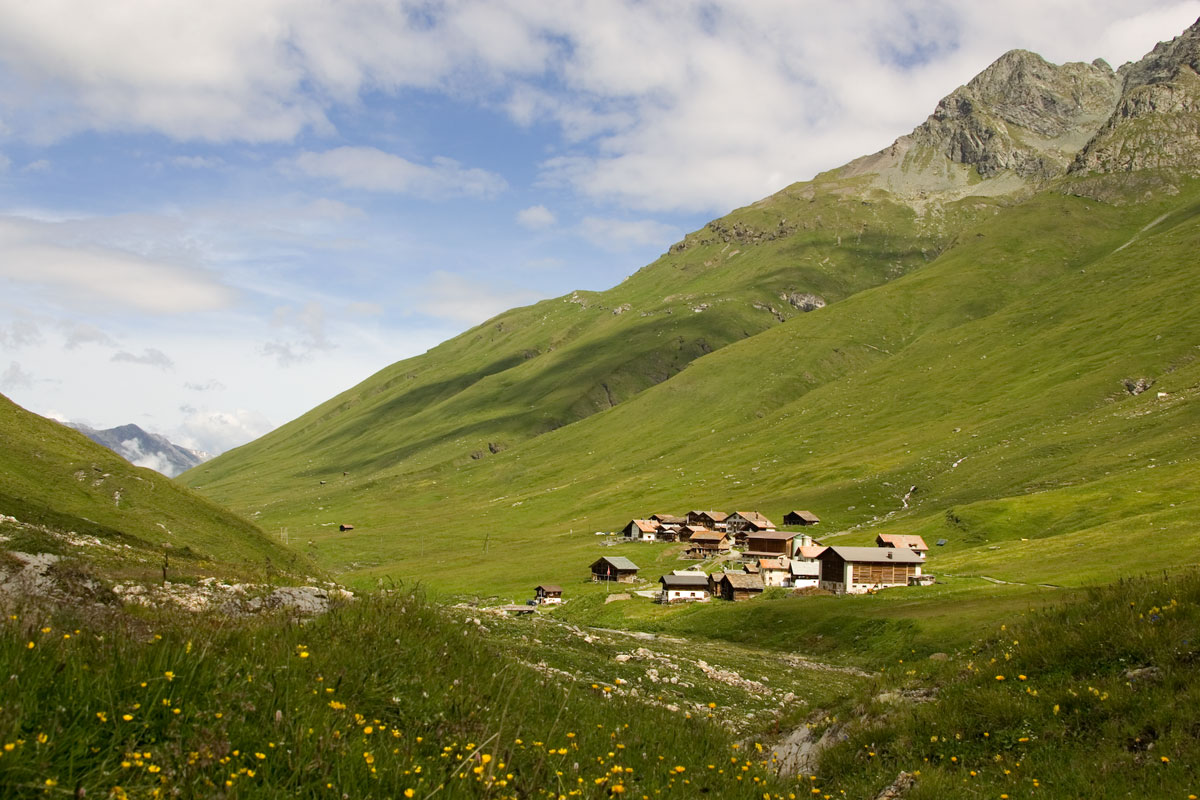
Juf

Los principales picos de los Alpes de Oberhalbstein son: 
| Pico           | Elevación | Elevación |
| Pico           | metro     | pie       |
| -------------- | --------- | --------- |
| Piz Platta     | 3392      | 11,129    |
| Piz Forbesch   | 3258      | 10,689    |
| Piz Timun      | 3201      | 10,502    |
| Pizzo Stella   | 3163      | 10,375    |
| Piz Duan       | 3133      | 10,279    |
| Pizz Gallagiun | 3107      | 10.200    |
| Gletscherhorn  | 3106      | 10,191    |
| Cima da Lägh   | 3082      | 10,112    |
| Piz Grisch     | 3062      | 10,050    |
| Usser Wissberg | 3053      | 10,016    |
| Piz Bles       | 3045      | 9,990     |
| Surettahorn    | 3039      | 9,971     |
| Tscheischhorn  | 3019      | 9,905     |
| Piz Curvér     | 2975      | 9,761     |
| Piz Alv        | 2854      | 9,365     |
| Piz Miez       | 2835      | 9,301     |

## Puertos
Los principales puertos de montaña de los Alpes de Oberhalbstein son: 
| Puerto de montaña              | ubicación                 | tipo                | elevación | elevación |
| Puerto de montaña              | ubicación                 | tipo                | metro     | pie       |
| ------------------------------ | ------------------------- | ------------------- | --------- | --------- |
| Puerto della Duana             | Avers a la Val Bregaglia  | nieve               | 2800      | 9187      |
| Puerto da la Prasignola        | Avers a Soglio            | camino del ganado   | 2720      | 8924      |
| Forcella di Lago o Madris Pass | Avers a Chiavenna         | sendero             | 2680      | 8793      |
| Forcellina                     | Avers al pase de Septimer | sendero             | 2673      | 8770      |
| Puerto di Lei                  | Avers a Chiavenna         | sendero             | 2659      | 8724      |
| Stallerberg                    | Avers a Bivio             | sendero             | 2584      | 8478      |
| Pass da Sett (Septimer Pass)   | Bivio a Val Bregaglia     | camino de herradura | 2311      | 7582      |
| Pass da Niemet                 | Innerferrera a Madesimo   | sendero             | 2280      | 7481      |